# Kanton Maillezais
Der Kanton Maillezais war von 1790 bis 2015 ein französischer Wahlkreis im Arrondissement Fontenay-le-Comte, im Département Vendée und in der Region Pays de la Loire; sein Hauptort war Maillezais.

## Gemeinden
Der Kanton Maillezais bestand aus elf Gemeinden:
| Gemeinde              | Einwohner Jahr | Fläche km² | Bevölkerungsdichte | Code INSEE | Postleitzahl |
| --------------------- | -------------- | ---------- | ------------------ | ---------- | ------------ |
| Benet                 | 3.930 (2013)   | 50,01      | 79 Einw./km²       | 85020      | 85490        |
| Bouillé-Courdault     | 523 (2013)     | 9,73       | 54 Einw./km²       | 85028      | 85420        |
| Damvix                | 761 (2013)     | 11,66      | 65 Einw./km²       | 85078      | 85420        |
| Doix                  | 941 (2013)     | 13,31      | 71 Einw./km²       | 85080      | 85200        |
| Liez                  | 264 (2013)     | 8,38       | 32 Einw./km²       | 85123      | 85420        |
| Maillé                | 764 (2013)     | 17,66      | 43 Einw./km²       | 85132      | 85420        |
| Maillezais            | 986 (2013)     | 20,33      | 48 Einw./km²       | 85133      | 85420        |
| Le Mazeau             | 454 (2013)     | 8,23       | 55 Einw./km²       | 85139      | 85420        |
| Saint-Pierre-le-Vieux | 967 (2013)     | 23,19      | 42 Einw./km²       | 85265      | 85420        |
| Saint-Sigismond       | 406 (2013)     | 10,46      | 39 Einw./km²       | 85269      | 85420        |
| Vix                   | 1.793 (2013)   | 28,53      | 63 Einw./km²       | 85303      | 85770        |

## Bevölkerungsentwicklung
| 1962   | 1968  | 1975  | 1982   | 1990   | 1999   | 2009   |
| ------ | ----- | ----- | ------ | ------ | ------ | ------ |
| 10.394 | 9.838 | 9.595 | 10.187 | 10.370 | 10.240 | 11.311 |